# Taruik Laharuiti
Der Taruik Laharuiti (kurz Laharuiti) ist ein Berg in Osttimor mit einer Höhe von 211 m. Er liegt im Südwesten der Aldeia Caco (Sucos Sanirin) und bildet das südliche Ende des Küstengebirges, dessen Spitze der Foho Lauleun(699 m) ist. Südlich fließt der Leometik vorbei. Zu ihnen gehören der Foho Frititir (431 m) und der Foho Fidar (550 m). Zwischen Fluss und Berg liegt das Dorf Sukabelulik. Bis 2015 gehörte das Gebiet noch zum Suco Batugade.